# 翠林體育館

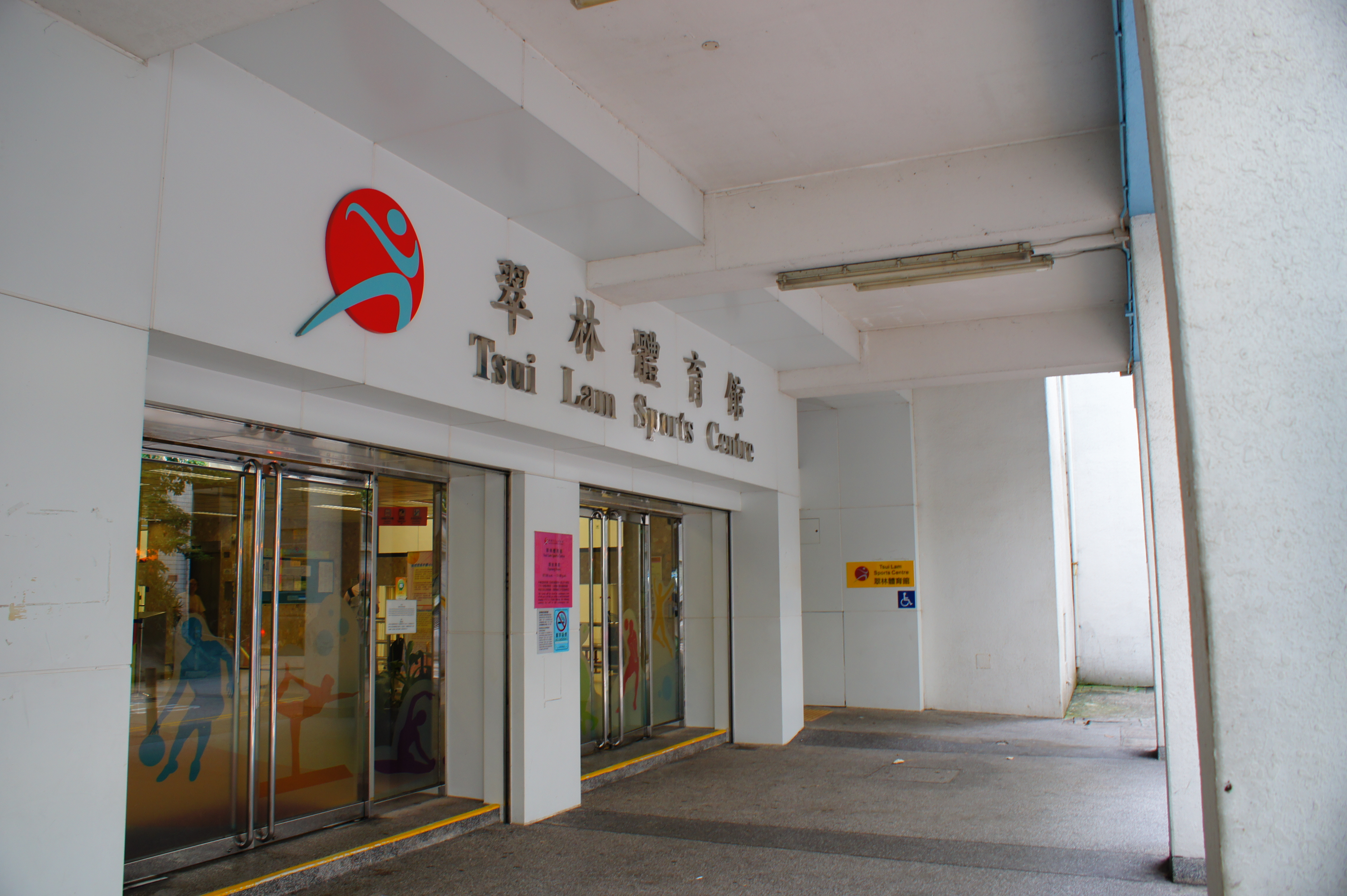
翠林體育館門外

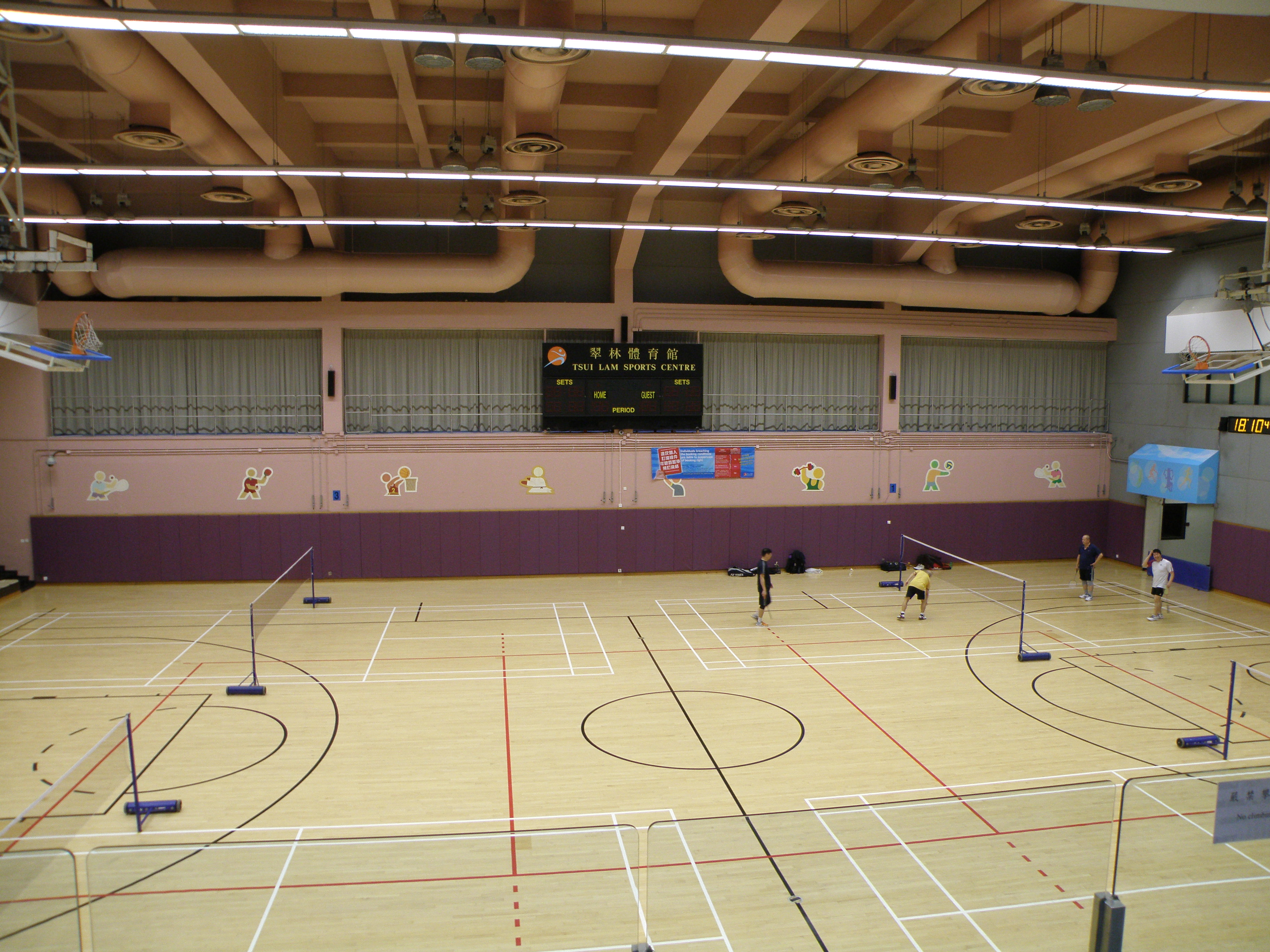
翠林體育館多用途主場

翠林體育館（英語：Tsui Lam Sports Centre）位於香港新界西貢區將軍澳新市鎮翠林邨，於1990年7月2日啟用，由房委會著手設計及興建、隨後由區域市政局管理。於1997年加裝空調及重新裝修，2000年開始由康樂及文化事務署管理。

## 設施
翠林體育館佔地約0.62公頃，設有1個多用途主場（可供作4個羽毛球場、1個籃球場或作1個排球場使用）。此外，館內設有3間壁球室，可供作為2個小型活動室或3個乒乓球室使用。另外亦附設一間面積約為121平方米的多用途活動室，可供作為舞蹈或乒乓球等活動及1個健身室。
由於體育館面積不大，未必完全顧及區內市民的需要，故此有意見要求改建翠林體育館為多層式體育館，例如重新規劃及調撥空間， 以提供更多文娛和康體設施；但目前康樂及文化事務署稱「涉及場地結構的改動，需與房委會和工程部門探討有關建議的可行性」。

## 館內使用率
1999年-2000年翠林體育館於繁忙時段的使用率為69%，非繁忙時段使用率為61%。2015年度翠林體育館於繁忙時段的使用率為89%，非繁忙時段使用率為52%，平均使用率為72%。

## 開放時間
翠林體育館的開放時間為：每日07:00-23:00（定期保養日除外：定期保養日為每月第2及第4個星期一07:00-13:00；如果遇上公眾假期，將會順延至翌日）。

## 鄰近
- 景明苑
- 康盛花園

## 外部連結
- 翠林體育館 （页面存档备份，存于）